# Lotus 69
Chronologie des modèles (1971)
Lotus 56B Lotus 72E
La Lotus 69 est une monoplace conçue en 1970 pour les courses de Formule 2, Formule 3 et Formule Ford. L'année suivante, un châssis fut équipé d'un moteur Ford Cosworth de Formule 1 pour disputer, à titre privé, les deux dernières épreuves du Championnat du monde de Formule 1 1971 avec à son volant Pete Lovely (Grand Prix du Canada et Grand Prix des États-Unis).